# В ночь лунного затмения
«В ночь лу́нного затме́ния» — художественный фильм режиссёра Бараса Халзанова, снятый на Свердловской киностудии в 1978 году.

## Сюжет
Фильм поставлен по одноимённой пьесе народного поэта Башкортостана Мустая Карима.
События фильма происходят в XVII веке. Драма из истории башкирского народа.

## В ролях
- Гюлли Мубарякова — Танкабике
- Советбек Жумадылов — дервиш
- Наталья Аринбасарова — Шафак
- Чоробек Думанаев — Акъегет / Юлмурза
- Дилором Камбарова — Зубаржат
- Бектимир Муллабаев — Дивана
- Нуржуман Ихтымбаев — Ялсыгул
- Димаш Ахимов — Кусербей
- Барас Халзанов — Рыскул-бей
- Валиахмет Галимов — аксакал

## Съёмочная группа
- Сценарий: Владимир Валуцкий
- Режиссёр: Барас Халзанов
- Оператор: Виктор Осенников
- Композитор: Мурад Кажлаев
- Художник: Виктор Тихоненко

## Награды
- 1979 — 12 Всесоюзный кинофестиваль в Ашхабаде: Диплом жюри[2].